# Krępica (Mazovie)
Pour les articles homonymes, voir Krępica.
Krępica (prononciation : [krɛmˈpit͡sa]) est un village polonais de la gmina de Płońsk dans le powiat de Płońsk de la voïvodie de Mazovie dans le centre-est de la Pologne.
Il se situe à environ 10 kilomètres au sud-est de Płońsk (siège de la gmina et de la powiat) et à 54 kilomètres au nord-ouest de Varsovie (capitale de la Pologne).
Le village compte approximativement une population de 154 habitants en 2006.

## Histoire
De 1975 à 1998, le village appartenait administrativement à la voïvodie de Ciechanów.